# محمد حسینی‌نیا کجیدی
محمد حسین نیا کجیدی(۱۳۲۵ املش) نماینده روحانی مردم رودسر در اولین دوره مجلس شورای اسلامی بود.
حسین نیا ۲۱٬۰۰۰ رای برابر با ۹۰٫۴۰ درصد آراء را برای ورود به مجلس بدست آورد.